# Love It When You Hate Me
Love It When You Hate Me è un singolo della cantante canadese Avril Lavigne, pubblicato il 14 gennaio 2022 come secondo estratto dal suo settimo album in studio Love Sux.

## Descrizione
Il brano vede la partecipazione del cantante statunitense Blackbear.

## Video musicale
Il videoclip, diretto da Audrey Ellis Fox, è stato pubblicato il 6 marzo 2022 sul canale YouTube della cantante.

## Tracce
Testi di Avril Lavigne, Derek Smith, John Feldmann e Matthew Musto.
1. Love It When You Hate Me – 2:25

## Classifiche
| Classifica (2022) | Posizione massima |
| ----------------- | ----------------- |
| Canada            | 76                |